# IJs verbonden met het vasteland
IJs verbonden met het vasteland (Engels: Fast ice; "verbonden ijs") is de benaming voor zee-ijs dat is gevormd langs de kusten (ermee verbonden), langs ondiepten of op de zeebodem van ondiepe delen van het continentaal plat, waarbij het zich van het land uitstrekt de zee in. In Antarctica kan dit ijs zich ook uitstrekken tussen aan de grond gelopen ijsbergen. In tegenstelling tot pakijs verplaatst het zich niet onder invloed van zeestromingen of wind.
De breedte (en aanwezigheid) van dit ijs varieert met het seizoen en hangt af van de ijsdikte, de topografie van de zeebodem en van eilanden. In de Noordelijke IJszee kan dit ijs een diepte bereiken van 20 meter en in de subarctis een diepte van zo'n 10 meter. Met name in Antarctica kunnen ijsbergen die aan de grond zijn gelopen dienen als bevestigingspunt voor dit ijs. Waar de kust steil afloopt en zich geen eilanden bevinden, zoals in de Zee van Ochotsk, voor de kust van Hokkaido, verhinderen de getijden dat er dergelijk ijs kan ontstaan. Kleinere zeebekkens, zoals McMurdo Sound in Antarctica, bevatten soms alleen een zone met dit ijs, zonder dat er pakijs aanwezig is.
Het oppervlak van dit ijs varieert van vlak en egaal tot sterk geplooid of gegroefd. Het kan zowel ontstaan uit zeewater dat ter plekke bevriest, als uit ijsschotsen die tegen de kust aandrijven en vastvriezen.